# Сусамови
Сусамовите (Pedaliaceae) са семейство растения от разред Устноцветни (Lamiales).
Таксонът е описан за пръв път от Робърт Браун през 1810 година.

## Родове
- Anthadenia
- Ceratotheca
- Dewinteria
- Dicerocaryum
- Harpagophytum – Дяволски нокът
- Holubia
- Josephinia
- Linariopsis
- Pedaliodiscus
- Pedaliophyton
- Pedalium
- Pretrea
- Pretreothamnus
- Pterodiscus
- Rogeria
- Sesamothamnus
- Sesamum – Сусам
- Sigmatosiphon
- Trapella
- Uncarina – Ункарина